# Bisdom Iringa
Het bisdom Iringa (Latijn: Dioecesis Iringaensis) is een rooms-katholiek bisdom met als zetel Iringa in het centrum van Tanzania. Het is een suffragaan bisdom van het aartsbisdom Mbeya.
In 1922 werd de apostolische prefectuur Iringa opgericht. In 1948 werd dit een apostolisch vicariaat en in 1953 werd Iringa verheven tot een bisdom. Aanvankelijk lag het bisdom in de kerkprovincie van Songea, maar sinds de oprichting van het aartsbisdom Mbeya in 2018 valt het bisdom onder deze kerkprovincie.
In 2019 telde het bisdom 39 parochies. Het bisdom heeft een oppervlakte van 43.218 km2. Het telde in 2019 2.570.000 inwoners waarvan 27,7% rooms-katholiek was. 

## Bisschoppen
- Attilio Beltramino, I.M.C. (1953-1965)
- Mario Epifanio Abdallah Mgulunde (1969-1985)
- Norbert Wendelin Mtega (1985-1992)
- Tarcisius Ngalalekumtwa (1992-)